# Mistrzostwa Panamerykańskie w Judo 2023
Mistrzostwa panamerykańskie i Oceanii odbywały się w dniach 15–17 września 2023 roku w Calgary, na terenie Canada Olympic Park. W tabeli medalowej tryumfowali judocy z Brazylii.

## Klasyfikacja medalowa
Gospodarz zawodów został zaznaczony kolorem.
| Miejsce | Państwo           |    |    |    | Razem |
| ------- | ----------------- | -- | -- | -- | ----- |
| 1       | Brazylia          | 7  | 4  | 5  | 16    |
| 2       | Kanada            | 4  | 2  | 3  | 9     |
| 3       | Kuba              | 1  | 3  | 3  | 7     |
| 4       | Australia         | 1  | 2  | 2  | 5     |
| 5       | Chile             | 1  | 0  | 1  | 2     |
| 6       | Wenezuela         | 1  | 0  | 0  | 1     |
| 7       | Meksyk            | 0  | 3  | 1  | 4     |
| 8       | Nowa Zelandia     | 0  | 1  | 1  | 2     |
| 9       | Stany Zjednoczone | 0  | 0  | 4  | 4     |
| 10      | Ekwador           | 0  | 0  | 3  | 3     |
| 11      | Kolumbia          | 0  | 0  | 2  | 2     |
| .       | Argentyna         | 0  | 0  | 2  | 2     |
| 13      | Dominikana        | 0  | 0  | 1  | 1     |
| .       | Portoryko         | 0  | 0  | 1  | 1     |
| Razem   | Razem             | 15 | 15 | 29 | 59    |

## Medaliści

### Mężczyźni
| Konkurencja: | Złoto:                    | Srebro:              | Brąz:                            |
| −60 kg       | Matheus Takaki            | Josh Katz            | Michel Augusto Jonathan Charon   |
| −66 kg       | Julien Frascadore         | Orlando Polanco      | Willian Lima Juan Hernández      |
| −73 kg       | Daniel Cargnin            | Arthur Margelidon    | Gilberto Cardoso Magdiel Estrada |
| −81 kg       | François Gauthier-Drapeau | Guilherme Schimidt   | Adrián Gandía Medickson del Orbe |
| −90 kg       | Rafael Macedo             | Louis Krieber-Gagnon | John Jayne Mariano Coto          |
| −100 kg      | Shady El Nahas            | Leonardo Gonçalves   | Nathaniel Keeve Thomas Briceño   |
| ponad 100 kg | Andy Granda               | Rafael Silva         | Marc Deschenes Freddy Figueroa   |

### Kobiety
| Konkurencja:    | Złoto: | Srebro: | Brąz: |
| −48 kg          | Mary Dee Vargas | Edna Carrillo | María Celia Laborde Natasha Ferreira |
| −52 kg          | Larissa Pimenta | Paulina Martínez | Tinka Easton Jéssica Pereira |
| −57 kg          | Christa Deguchi | Rafaela Silva | Jessica Klimkait Brisa Gómez |
| −63 kg          | Katharina Haecker | Prisca Awiti | Hannah Martin Maylín del Toro |
| −70 kg          | Elvismar Rodríguez | Aoife Coughlan | Celinda Corozo Luana Carvalho |
| −78 kg          | Mayra Aguiar | Moira de Villiers | Maria Swan Vanessa Chalá |
| ponad 78 kg     | Beatriz Souza | Idalys Ortíz | Sydnee Andrews Brigitte Carabali |
| mikst drużynowo | Brazylia · Rafaela Silva · Luana Carvalho · Beatriz Souza · Daniel Cargnin · Willian Lima · Guilherme Schimidt · Rafael Silva · Leonardo Gonçalves | Kuba · Idelannis Gómez · Idalys Ortíz · Magdiel Estrada · Omar Cruz Leon · Andy Granda · (Maikel Londres · Lianet Cardona) | Kanada · Mahee Savoie · Alexandria Lefort · Coralie Godbout · Antoine Bouchard · Alexandre Arencibia · John Bessong · (Daniel Messelberger · Charlize Medilo · Christa Deguchi · Jessica Klimkait) |